# Especie rara

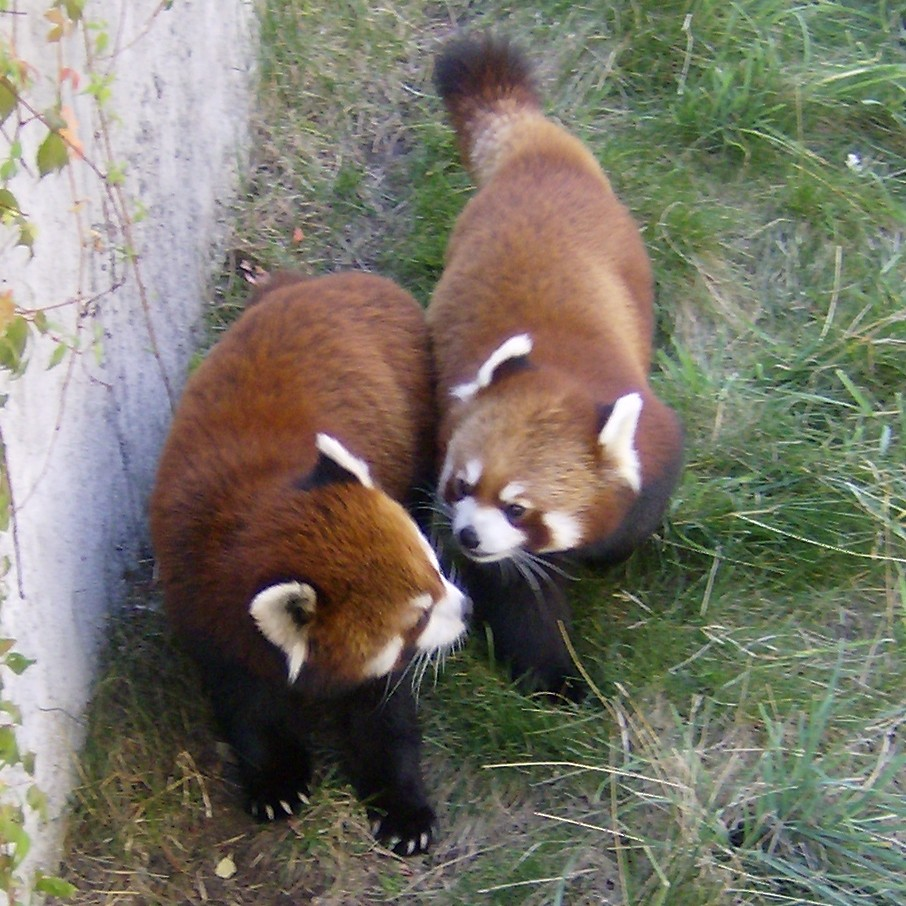
Ailurus fulgens, panda rojo o panda menor

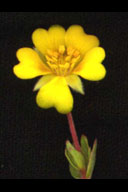
Potentilla hickmanii

Una especie rara es un organismo que es muy infrecuente o escaso. Esta designación puede aplicarse tanto a taxones de plantas como de animales, y puede ser distinto del término "especie en peligro de extinción" o de "especie amenazada".
La designación de una especie rara puede ser hecha por una organización oficial como un gobierno nacional, estatal o provincial. Sin embargo, el término es usado más comúnmente sin referencia a un criterio específico. El IUCN no las designa normalmente, pero puede usarlo en sus discusiones científicas.
El concepto de rareza se establece en tener un número muy pequeño de individuos, usualmente por debajo de 10 000; sin embargo, el concepto es también influenciado por tener una distribución geográfica muy estrecha de endemismo y/o de fragmentación de hábitat.
Una especie puede estar amenazada o ser vulnerable, pero no considerarse rara si, por ej., tienen una población grande, dispersa, pero su número declina rápidamente o se predice eso. Las especies raras generalmente se consideran amenazadas simplemente por su inabilidad de recuperarse tamaño pequeño de población de eventos estocásticos y por el potencial de rápida declinación de su población.

## Ejemplos de especies raras
- Acarospora admissa, liquen
- Delphinium bakeri
- Ailuropoda melanoleuca, panda gigante
- Leontopithecus rosalia, tamarino león dorado, Primates
- Potentilla hickmanii
- Ailurus fulgens, panda rojo
- Callophrys mossii bayensis, mariposa de San Bruno
- Thamnophis sirtalis tetrataenia, culebra de San Francisco
- Trifolium amoenum, trébol indio
- Lathyrus sphaericus, en Suecia